# 孟威
孟 威（もう い、生年不詳 - 536年）は、北魏から東魏にかけての人物。字は能重。本貫は河南郡洛陽県。

## 経歴
北方の地理・風俗に通じた。東宮斎帥・羽林監を歴任した。高車の窮奇が嚈噠に殺され、その子の弥俄突が捕らえられると、高車の民は離散して北魏や柔然を頼った。孟威は孝文帝の命を受けて高車の民を呼び集め、高平鎮を置いて住まわせた。孟威は北方人の言語ができるため、著作に入り、北方の情報を集めた。508年（永平元年）、鎮遠将軍・前軍将軍・左右直長となり、龍驤将軍の位を加えられた。高昌の田地郡太守の麴孝亮が北魏への亡命を求めてくると、孟威は涼州の兵3000人を率いて迎えに出て、伊吾まで進んだが、時機を失して麴孝亮が翻心したため空しく帰投した。510年（永平3年）、高昌の麴嘉が北魏に朝貢してくると、孟威は返使として高昌に赴いた。帰国すると、城門校尉・直閤将軍・沃野鎮将に転じた。520年（正光元年）、柔然の阿那瓌が北魏に亡命してくると、前郢州刺史の陸希道が主使となり、孟威は散騎常侍を兼ねて副使となって、阿那瓌を迎えた。521年（正光2年）、阿那瓌が帰国すると、孟威は平北将軍・光禄大夫の位を受け、仮の員外常侍となって、主使として阿那瓌を本国に送った。撫軍将軍の位を加えられた。普泰年間、大鴻臚卿に任じられた。まもなく驃騎大将軍・左光禄大夫の位を加えられた。536年（天平3年）、死去した。使持節・侍中・驃騎大将軍・都督冀瀛滄三州諸軍事・司空公・冀州刺史の位を追贈された。
子の孟恂が跡を嗣いだ。

## 伝記資料
- 『魏書』巻44 列伝第32
- 『北史』巻50 列伝第38